# Эскадренные миноносцы типа «Кавакадзэ»
Эскадренные миноносцы типа «Кавакадзэ» (яп. 江風型駆逐艦 Кавакадзэгата кутикукан) — тип японских эскадренных миноносцев.

## Строительство
Строились по судостроительной программе 1916 года. Дальнейшее развитие эсминцев типа «Исокадзэ». На эти корабли впервые вместо старых 120-мм орудий с длиной ствола 40 калибров были установлены 3 120-мм орудия Тип 3 с длиной ствола 45 калибров, позволяющие вести огонь 20-кг снарядами на максимальную дальность 15,8 километра. Их расположение также изменилось: орудие № 2 установили у среза полубака за ходовым мостиком, а орудие № 3 на приподнятой кормовой надстройке. Все орудия имели щиты.
Особенностью силовой установки стало впервые применённое японцами чисто нефтяное отопление котлов. Если на «Таникадзэ» были обычные паровые турбины прямого действия, то «Кавакадзэ» был оснащён экспериментальным турбозубчатым агрегатом японского производства. Это позволило кораблям стать заметно быстрее предшествующей серии, развив на испытаниях 37,5 узлов.
Развитием проекта стали эсминцы типа «Минэкадзэ»

## История службы
Оба эсминца не успели принять участия в Первой мировой войне. В межвоенный период входили в состав Объединённого флота.
При модернизации в середине 20-х годов три двухтрубных торпедных аппарата заменили на два трёхтрубных, что позволило значительно улучшить сектора обстрела орудия № 2. Также установили более современную систему управления огнём.
«Кавакадзэ» был исключён из состава флота и сдан на слом в апреле 1934 года.
«Таникадзэ» был исключён в апреле 1935 года и был превращён в блокшив «Хайкан № 19». В 1944 году его сделали учебной базой для подготовки смертников-тэйсинтай, готовившихся к использованию торпед «Кайтэн». После войны корпус бывшего эсминца был затоплен в качестве брекватера в гавани Куре.

## Представители серии
| Название                            | Место постройки  | Заложен               | Спущен на воду       | Вступил в строй     | Судьба                                 |
| ----------------------------------- | ---------------- | --------------------- | -------------------- | ------------------- | -------------------------------------- |
| Кавакадзэ (яп. 江風 речной ветер)   | Йокосука, Япония | 15 февраля 1917 года  | 10 октября 1917 года | 11 ноября 1918 года | Сдан на слом 1 апреля 1934 года        |
| Таникадзэ (яп. 谷風 ветер в долине) | Майдзуру, Япония | 20 сентября 1916 года | 20 июля 1918 года    | 30 января 1919 года | Исключён из списков 1 апреля 1935 года |